# 大山璃子
大山 璃子（おおやま りこ、7月4日 - ）は、愛知県出身。
愛知県の空手道場・淳風会名東支部に所属していた。全国大会で複数の成績を収めている。
2023年、「第18回愛知県少年少女空手道選手権大会」（小学4年女子形の部）で優勝し、全国大会出場権を得ている。
2024年、「日本生命杯 第3回全日本少年少女空手道選抜大会」（形の部）で準優勝し、東海地区代表として出場した。
同年、「第24回全日本少年少女空手道選手権大会」小学4年生女子の部で第3位に入賞した。

## 主な戦績
- 2023年 第18回愛知県少年少女空手道選手権大会（小学4年女子） – 優勝
- 2024年 第3回日本生命杯 全日本少年少女空手道選抜大会（形の部） – 準優勝（東海代表）
- 2024年 第24回全日本少年少女空手道選手権大会（小学4年女子） – 第3位